# Marafo
O marafo também chamado por marafa (corruptela de malafa) é uma aguardente de cunho religioso, usado principalmente na umbanda.

## Etimologia
Palavra de origem kikongo, oriunda de Malavu, designativa de aguardente pura ou da infusão de ervas maceradas, muito utilizada na umbanda pelos boiadeiros e principalmente pelos Exus, quer pela ingestão, quer pela distribuição entre os assistentes ou apenas como purificador.

## Uso na umbanda
O marafo, assim como outras bebidas alcoólicas, propicia no organismo do médium um entorpecimento de suas faculdades, facilitando, com isso, o trabalho das entidades, dando-lhes mais liberdade de ação durante o processo de incorporação, já que libera no corpo do médium substâncias ativadoras do cérebro que atuam nos plexos nervosos, aproveitadas pelas entidades em seu trabalho no plano material.
Exus e pombajiras, por estarem em faixas vibratórias mais próximas do ambiente terreno (telúrico), utilizam-se da energia retirada desses elementos para realizarem seus trabalhos. Usam o álcool contido nas bebidas para descarregos, retirando energias negativas dos médiuns, do ambiente ou dos consulentes.
Contudo, alguns grupos e pessoas condenam o uso do marafo pela falange de Exus e Pombogiras argumentando que essas entidades estão extremamente atrasadas evolutivamente e ainda ligadas ao plano terreno, necessitando desse elemento para satisfazerem seus vícios. 